# Discothyrea bryanti
Discothyrea bryanti é uma espécie de formiga do gênero Discothyrea, pertencente à subfamília Proceratiinae.